# Echinopinae
Echinopinae  es una subtribu monogenérica de plantas con flores de la familia de las asteráceas dentro de la subfamilia Carduoideae, tribu Cardueae.

## Descripción
Son plantas herbáceas anuales o perennes con tallos y hojas inermes o espinosas, estas últimas no o poco decurrentes. Los capítulos son unifloros y agregados en una sinflorescencia globular homógama. El involucro, de sección más o menos pentagonal, está constituido por brácteas libres o basalmente soldadas, rodeado por un mechón de cerdas libres o algo soldadas, más grandes que las brácteas externas. El receptáculo primario es glabro y rodeado de brácteas filiformes, lineares o más o menos lanceoladas. Las flósculos tienen la corola profundamente dividido y los filamentos de los estambres son libres y glabros, mientras sus anteras tienen apéndices basales cortos, fimbriados o barbados. El estilo del gineceo está terminado por 2 ramas muy largas con un anillo de pelos colectores en la base, o bien un estilo bifurcado con cada rama rodeada de su anillo de pelos. Las cipselas son homomorfas, seríceas y con pelos unicelulares largos, con hilo cárpico basal y sin eleosoma. El vilano, caedizo, es simple, coroniforme, formado por escamas aleznadas, libres o soldadas en la mitad basal e implantadas directamente sobre la placa apical del cuerpo del fruto.

## Distribución y hábitats
Las especies de esta subtribu, en la mayoría son nativas de Eurasia y de las tierras altas centrales de África ecuatorial. Los hábitats suelen ser rocosos y salvajes, áridos y pedregosos situada en altitudes medias.

## Géneros
- Acantholepis (género monoespecífico actualmente [2012] no aceptado,[2] y, en consecuencia, la subtribu es monogenérica) - Echinops[3]